# Kamienica przy ul. Ofiar Oświęcimia 10 w Szczecinie
Kamienica przy ul. Ofiar Oświęcimia 10 – szczecińska kamienica znajdująca się na narożniku ulic Czesława i Ofiar Oświęcimia, na obszarze osiedla Śródmieście-Północ, w dzielnicy Śródmieście. Jedna z nielicznych kamienic ocalałych z bombardowań wschodniego śródmieścia, a także jedyny zachowany przedwojenny budynek z prawej pierzei ulicy Ofiar Oświęcimia i jedyny z prawej pierzei ulicy Czesława.

## Opis
Kamienica jest obiektem o jednej kondygnacji podziemnej i pięciu nadziemnych. Fasada od strony ulicy Czesława jest dłuższa, 8-osiowa, a od strony ulicy Ofiar Oświęcimia krótsza, 7-osiowa. Narożnik jest ścięty, jednoosiowy. Fasadę parteru i pierwszego piętra zdobi boniowanie. Fasady wyższych kondygnacji, obłożone gładkim tynkiem, niemal w całości pozbawione są wystroju architektonicznego. Jedynie trzecie od lewej okna drugiego i trzeciego piętra od strony ulicy Czesława oraz środkowe od strony ulicy Ofiar Oświęcimia udekorowane są pilastrami i naczółkami. Poszczególne kondygnacje budynku dzielą poziome gzymsy.